# 자전거 바퀴 (뒤샹)
자전거 바퀴 (Bicycle Wheel)는 나무의자에 자전거 앞바퀴를 거꾸로 달아 놓은 마르셀 뒤샹의 레디메이드 작품이다.
1913년 뒤샹은 프랑스 파리의 스튜디오에서 자전거 바퀴를 의자에 거꾸로 올려놓고 가끔씩 그 바퀴를 회전시킨 채로 지켜보곤 했다. 이후 뒤샹의 첫번째 레디메이드 작품으로 알려졌으나, 정작 뒤샹 본인은 그 당시에 어떠한 목적으로 만들어낸 것은 아니라고 부인하며, "난로 속의 춤추는 불꽃을 바라보는 게 재밌듯이, 그것을 보는 게 재밌었다"고 밝혔다. 뒤샹은 그로부터 몇 년 후 뉴욕에서 레디메이드 작품을 제작하고 나서야 이 자전거 바퀴도 레디메이드로 판단하고 두 번째 판을 제작하기도 하였다.
1913년 원본과 1916년~1917년 제2판 모두 현재는 소실된 상태다. 뒤샹은 1951년 자전거 바퀴의 새 복제품을 다시 만들었다. 오늘날 최초의 키네틱 아트로도 인정받고 있다.

## 같이 보기
- 레디메이드
- 마르셀 뒤샹의 작품 목록
- 마르셀 뒤샹의 레디메이드